# Liste der Monuments historiques in Villeneuve-le-Roi
Die Liste der Monuments historiques in Villeneuve-le-Roi führt die Monuments historiques in der französischen Stadt Villeneuve-le-Roi auf.

## Liste der Bauwerke
| Bezeichnung              | Beschreibung | Standort                          | Kennzeichnung | Schutzstatus | Datum | Bild           |
| ------------------------ | ------------ | --------------------------------- | ------------- | ------------ | ----- | -------------- |
| Kirche St-Pierre-St-Paul |              | Place de la Vieille-Église (Lage) | PA00079917    | Inscrit      | 1947  | weitere Bilder |
| Menhir La Pierreffite    |              | Place de la Vieille-Église (Lage) | PA00079918    | Classé       | 1889  | weitere Bilder |

## Liste der Objekte
- Monuments historiques (Objekte) in Villeneuve-le-Roi in der Base Palissy des französischen Kultusministeriums